# Mare de Déu del Camp (Garriguella)
|  | No s'ha de confondre amb un altre edifici de Garriguella, aquest civil, també inclòs en el Patrimoni Arquitectònic, el SAT Mare de Déu del Camp. |

Mare de Déu del Camp és un edifici religiós del municipi de Garriguella comarca de l'Alt Empordà inclòs en l'Inventari del Patrimoni Arquitectònic de Catalunya.

## Descripció
El temple està situat al nord del nucli urbà de la població de Garriguella, a la zona del «camp de la Mare de Déu». A poca distància de la carretera GIV-6032, en direcció a Vilamaniscle, des de la qual cal agafar un trencall a mà dreta que hi condueix.
L'església és d'una sola nau amb absis semicircular i dues capelles laterals per banda. La nau està coberta amb volta apuntada, mentre que les capelles presentes voltes d'aresta. Al frontis hi ha un senzill campanar d'espadanya d'un sol ull i, sota seu, una petita obertura circular a manera de rosassa. Presenta diversos contraforts als murs laterals i un porxo davanter, de planta rectangular i amb teulada a un sol vessant. Tot el mur exterior ha estat arrebossat i pintat de blanc, però en algunes parts s'ha perdut i es pot veure el parament fet de pedres sense escairar, unides amb argamassa.
A l'interior del temple, al mur nord, es conserven fragments de pintures murals. Són escenes bèl·liques disposades en fileres que, segons Badia, devien estar relacionades amb la llegenda de la fundació de l'església deguda a Carlemany. Les pintures daten dels segles XVI-XVII i segurament cobrien tots els murs del temple.
Vers el sud-oest hi ha tres petits cossos adossats al porxo davanter, que corresponen a la casa de l'ermità. Les tres construccions es troben cobertes amb sostre pla, a un vessant i a dues aigües, arrebossades i pintades de blanc. Dins del recinte del santuari hi ha un edifici rectangular aïllat, corresponent a l'aula-museu del centre de reproducció de tortugues que actualment ocupa el recinte. A l'exterior, tocant a la tanca delimitadora del recinte, hi ha una creu de pedra. Està situada damunt d'una columneta amb capitell decorat, la qual està assentada damunt d'un basament gravat commemoratiu: SANTA MISSIÓ DEL 16 AL 27 NOV 1949.

## Història
El bisbe Arnau de Mont-rodon, en el seu breviari escrit el 1345, recollí la llegenda segons la qual Carlemany, després de tenir una visió de la Verge, va derrotar els sarraïns en aquest indret i fundà una església dedicada a Sant Andreu en el mateix lloc on es va produir l'enfrontament.
Malgrat aquesta notícia de caràcter llegendari, la primera notícia històrica sobre aquest monestir benedictí és del 1218. L'11 de desembre, el Comte d'Empúries va fer donació al prior de Santa Maria la tercera part del delme de la parròquia de Sant Martí de Baussitges i del domini directe d'un mas de Freixa. Hi ha també notícies del 1314.
Més tard, el priorat es va agregar a l'abadia de Santa Maria de Roses. El 1592 va passar a dependre de Santa Maria d'Amer. La vida monàstica s'extingí el 1835 amb la llei de desamortització de Mendizábal.
Vers el 1889, uns quants benedictins que no varen poder establir-se a Quermançó, per motius internacionals, demanaren si podien fundar a l'ermita un col·legi de llengües estrangeres, i així fou. Després del tràmits pertinents, s'hi instal·là una comunitat formada per un abat, tres religiosos i un llec.
El 27 de maig de 1993, el Bisbat de Girona va cedir a l'associació Amics de la Tortuga de l'Albera, una part dels terrenys de la finca de l'ermita de la Mare de Déu del Camp, per tal que s'hi pogués instal·lar el Centre de Reproducció de Tortugues de l'Albera. Aquest centre ocupa un edifici annex (sembla que eren antics estables, però ja rehabilitats) i l'espai exterior que corresponia a zona d'horta (part lateral d'aquest annex i zona que toca amb l'absis de l'ermita). El centre és gestionat pel Departament de Medi Ambient de la Generalitat de Catalunya en col·laboració amb el Paratge Natural de l'Albera. El centre compleix també funcions didàctiques.